# К
La К, minuscolo к, chiamata Ka, è una lettera dell'alfabeto cirillico. Rappresenta la consonante occlusiva velare sorda IPA /k/. Corrisponde alla Cappa greca (Κ, κ), per l'origine, la pronuncia e l'aspetto.
| Lettera Cirillica | Pronuncia IPA | Trascrizione scientifica | Trascrizione inglese | Trascrizione tedesca | Trascrizione francese |
| ----------------- | ------------- | ------------------------ | -------------------- | -------------------- | --------------------- |
| К                 | /k/           | k                        | k                    | k                    | k                     |